# Bionville-sur-Nied
Bionville-sur-Nied (deutsch Bingen (Nied)) ist eine französische Gemeinde mit 393 Einwohnern (Stand 1. Januar 2022) im Département Moselle in der Region Grand Est (bis 2015 Lothringen). Sie gehört zum Arrondissement Forbach-Boulay-Moselle und zum Gemeindeverband Houve-Pays Boulageois.

## Geographie
Die Gemeinde Bionville-sur-Nied liegt auf einer Höhe von ca. 215 m über dem Meer, 23 Kilometer östlich von Metz und neun Kilometer südlich von Boulay-Moselle (Bolchen) am rechten Ufer der Deutschen Nied (Nied Allemande).
Das ca. 8,5 km² große Gemeindegebiet erstreckt sich vom Niedtal bis auf die bis zu 100 Meter höher liegenden Hügel östlich und westlich des Tales und ist von Ackerflächen geprägt, unterbrochen von Wiesen an der Nied sowie kleineren Forsten, die einen Anteil von etwa 15 % des Gemeindegebietes ausmachen.
Zu Bionville-sur-Nied gehört der Ortsteil Morlange (Morlingen).
Nachbargemeinden von Bionville-sur-Nied sind Bannay (Bizingen) im Norden, Brouck (Bruchen) im Nordosten, Marange-Zondrange (Möhringen-Zondringen) und Fouligny (Füllingen) im Osten, Raville (Rollingen) im Süden und Varize-Vaudoncourt (Waibelskirchen-Wieblingen) im Westen.

## Geschichte
Ältere Ortsbezeichnungen sind Buinga (1352),  Bouinville (1360),  Bilonvilla, Binga (1544), Boinville (17. Jh.), Bienville (1643), Byonville (1680) und Bingen. Die Ortschaft gehörte früher zum Bistum Metz, einem Teil des Heiligen Römischen Reichs.
Durch den Frankfurter Frieden vom 10. Mai 1871 kam die Region an das deutsche Reichsland Elsaß-Lothringen, und das Dorf wurde dem Kreis Bolchen im Bezirk Lothringen zugeordnet. Die Dorfbewohner betrieben Getreide-, Gemüse- und Weinbau sowie Viehzucht.
Nach dem Ersten Weltkrieg musste die Region aufgrund der Bestimmungen des Versailler Vertrags 1919 an Frankreich abgetreten werden. Im Zweiten Weltkrieg war die Region von der deutschen Wehrmacht besetzt.

### Bevölkerungsentwicklung
Im Jahr 1871 hatte der Ort 571  meist römisch-katholische Einwohner, die in 158  Häusern lebten und unter denen sich zwei Evangelische und 88 Juden befanden. 1910 wurden 406 Einwohner gezählt.
| Jahr      | 1962 | 1968 | 1975 | 1982 | 1990 | 1999 | 2010 | 2021 |
| Einwohner | 281  | 292  | 284  | 336  | 375  | 363  | 375  | 393  |

Im Jahr 1836 wurde mit 796 Bewohnern die höchste Einwohnerzahl ermittelt. Die Zahlen basieren auf den Daten von cassini.ehess und INSEE.

## Sehenswürdigkeiten
- Kirche St. Jean-Baptiste aus dem Jahr 1769 mit neoromanischem Turm (19. Jahrhundert)
- Romanische Kapelle St. Pierre im Ortsteil Morlange
- Jüdischer Friedhof

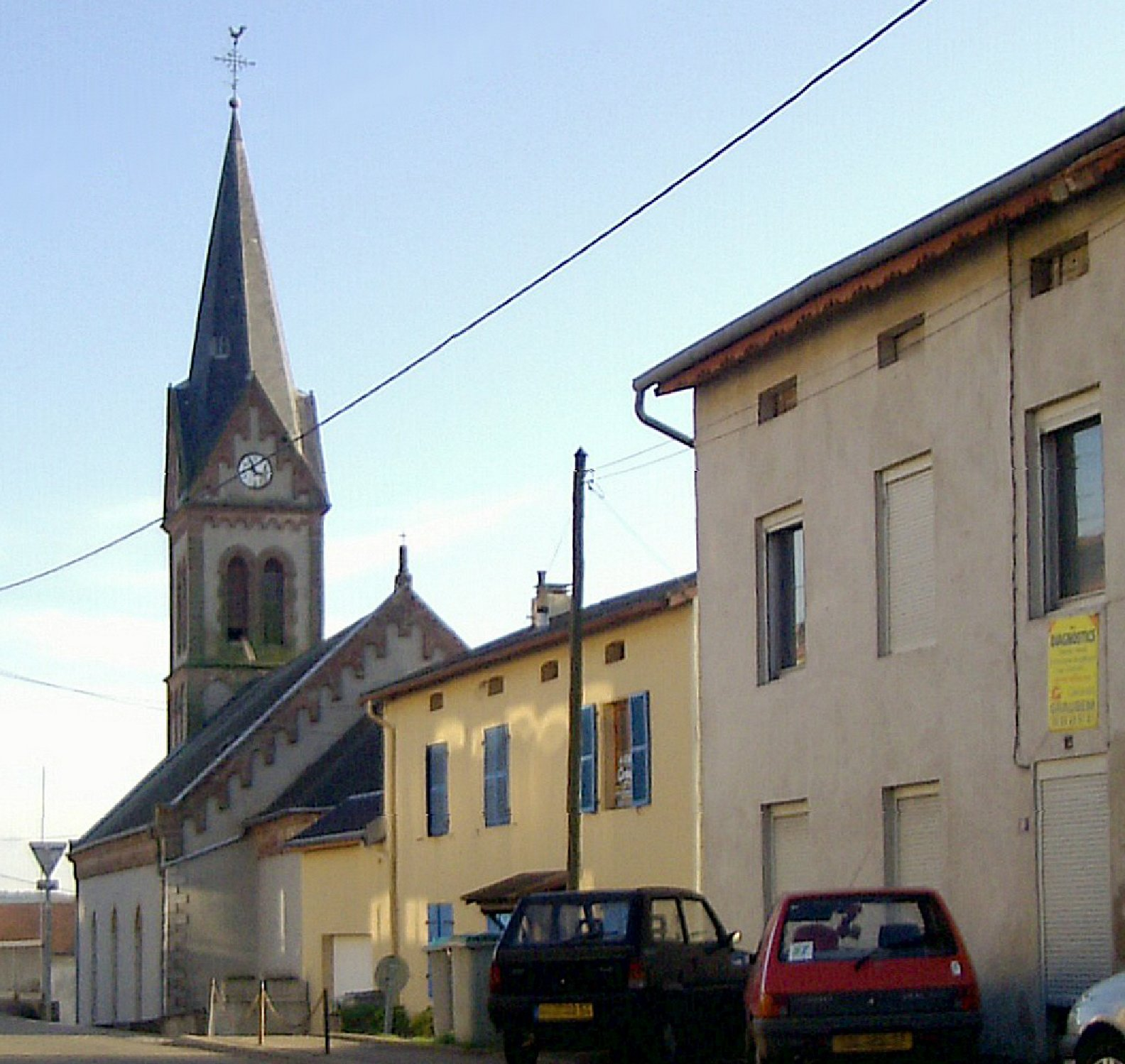
Johannes-der-Täufer-Kirche
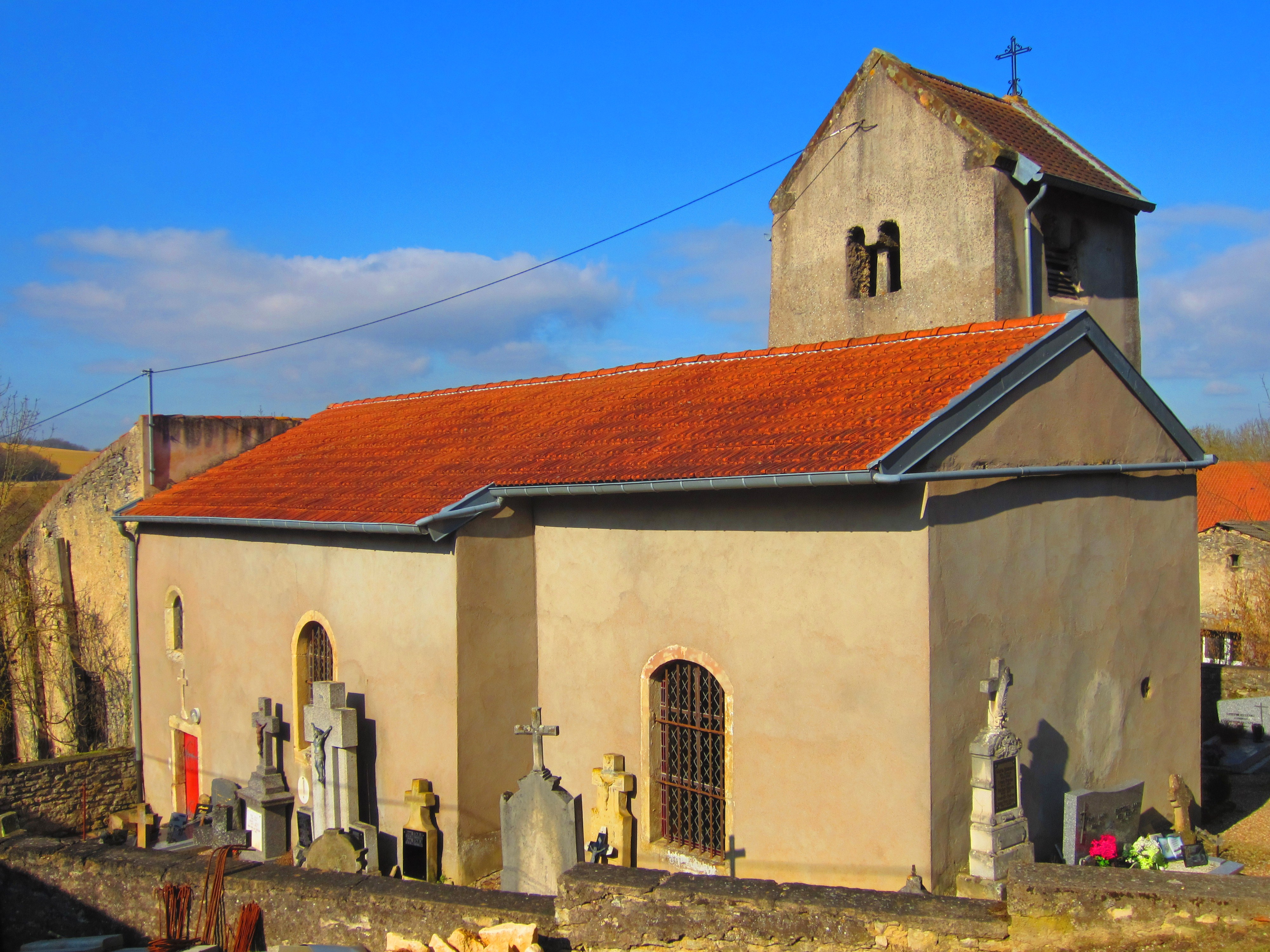
Kapelle St. Pierre
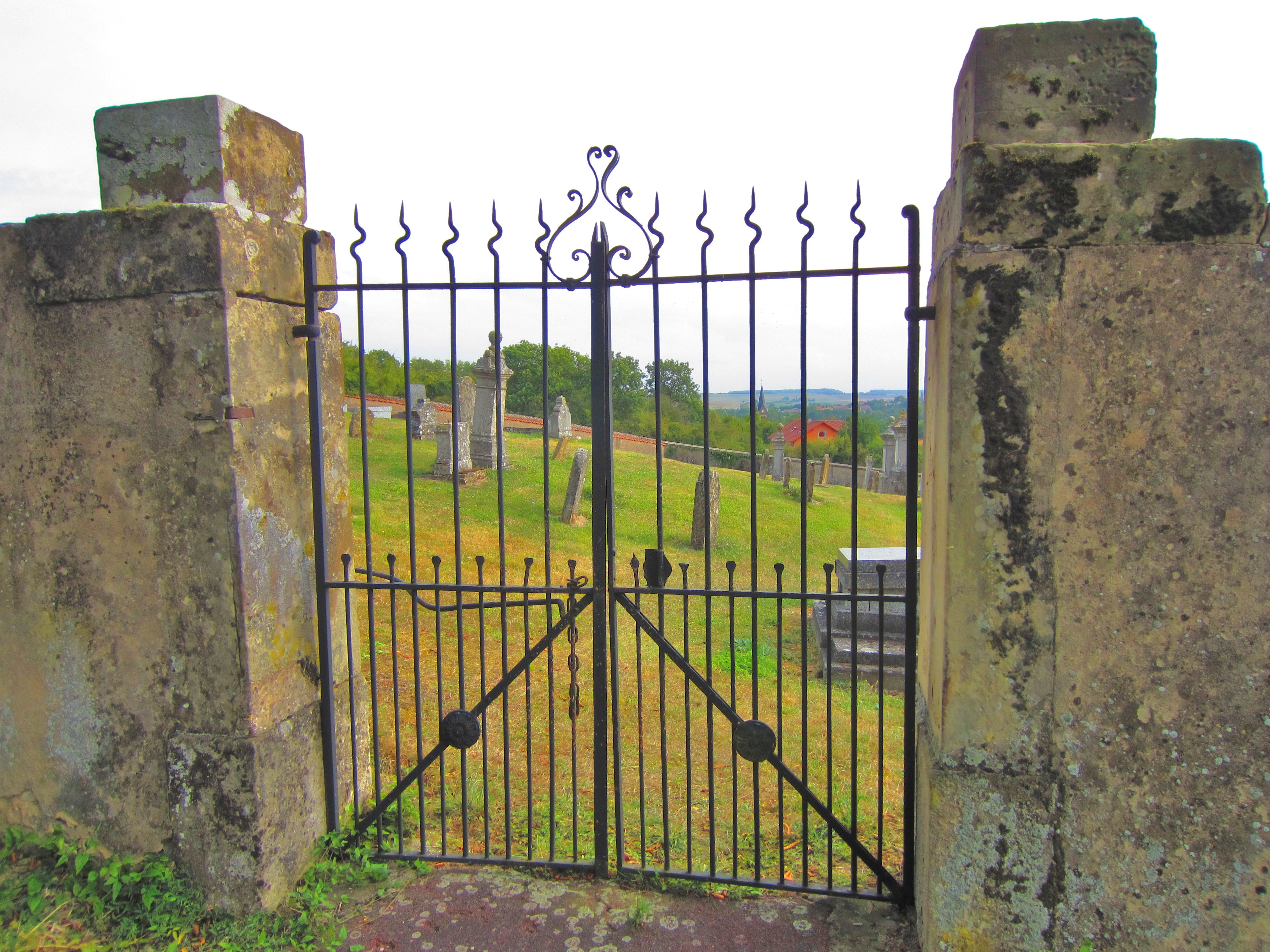
Eingang zum jüdischen Friedhof

## Wirtschaft und Infrastruktur
Die Einwohner des Dorfes leben von der Landwirtschaft oder pendeln in die umliegenden Städte. In der Gemeinde sind neun Landwirtschaftsbetriebe ansässig (unter anderem Pferdezucht).
Die Nationalstraße 3 (Paris–Metz–Saarbrücken) streift die Gemeinde Bionville-sur-Nied. Gekreuzt wird die N 3 von der Départementsstraße 19 von Boulay-Moselle über Bionville-sur-Nied nach Faulquemont. Der Anschluss Boulay an der Autobahn Paris–Straßburg ist nur fünf Kilometer von Bionville-sur-Nied entfernt.

## Belege
1. ↑  Liste aller Namen vom Ort Morlingen zwischen 1900 und 1990 - Ehemalige Ostgebiete. Abgerufen am 15. Juli 2021.
2. ↑   Franz Xaver Kraus: Kunst und Alterthum in Elsass-Lothringen. Beschreibende Statistik. Band III: Kunst und Althertum in Lothringen, Friedrich Bull, Straßburg 1886,  S. 41  (books-google.com).
3. 1 2 3   Eugen H. Th. Huhn: Deutsch-Lothringen. Landes-, Volks- und Ortskunde, Stuttgart 1875, S. 349  (google.books.com).
4. ↑  Bionville-sur-Nied auf cassini.ehess
5. ↑  Bionville-sur-Nied auf INSEE
6. ↑  Landwirtschaftsbetriebe auf annuaire-mairie.fr (französisch)